# Aphelandra viscosa
Aphelandra viscosa är en akantusväxtart som beskrevs av Gottfried Wilhelm Johannes Mildbraed. Aphelandra viscosa ingår i släktet Aphelandra och familjen akantusväxter. Inga underarter finns listade i Catalogue of Life.